# India ai Giochi della XXI Olimpiade
L'India partecipò ai Giochi della XXI Olimpiade che si sono svolti a Montréal dal 17 luglio al 1º agosto 1976, con una delegazione di 26 atleti iscritti in 5 discipline per un totale di 10 competizioni. Fu la quattordicesima partecipazione di questo paese ai Giochi. Per la prima volta da Parigi 1924 non fu conquistata nessuna medaglia, nemmeno nel torneo di hockey su prato dove la squadra indiana concluse con un deludente settimo posto dopo essere stata sorprendentemente eliminata  dalla corsa alle medaglie nel primo turno.